# Királydinnye-virágúak
A királydinnye-virágúak (Zygophyllales) a zárvatermők törzsének (Magnoliophyta), a valódi kétszikűek kládjának (Eudicotyledonae) egyik rendje, melyet az APG II-rendszer az eurosid I kládba helyez mint alapi helyzetű, vagyis a közös evolúciós úttól legkorábban elkülönült rendet. A rendbe két család 27 nemzetsége tartozik. Fatermetűek vagy tövises lágyszárúak tartoznak a csoportba, melyek legfőképpen a meleg mérsékelt övezet szárazabb területein élnek, a trópusokon viszonylag ritkáknak mondhatók.
A rend két családja valószínűleg tényleg egymás testvércsoportjai, melyet rbcL-génszekvenciák alapján bizonyítottak, de morfológiailag nagyon különböznek egymástól, így a királydinnye-virágúak egységes jellemzése is igencsak nehéz.